# Deejay Rap
Deejay Rap è una compilation di musica hip hop pubblicata nel 1988 e curata da Radio Deejay, contiene 14 tracce realizzate in lingua inglese, compresa The Rappers, contenuta nell'album Jovanotti for President, dell'italiano Jovanotti.

## Tracce

### Lato A
1. Jovanotti - The Rappers - 3:26
2. Run DMC - Mary, Mary 3:14
3. LL Cool J - I'm Bad 3:35
4. Mantronix - Simple Simon - 4:03
5. Public Enemy - Don't Believe the Hype - 2:07
6. Wee Papa Girl Rappers - Heat It Up - 3:44
7. Salt-n-Pepa - Shake Your Thang - 4:39

### Lato B
1. Fat Boys - The Twist - 3:26
2. Richie Rich - Turn It Up - 3:17
3. Afrika Bambaataa - Sho Nuff Funky - 3:56
4. Raheem - Dance Floor - 3:23
5. Derek B - Bullet From A Gun - 2:53
6. Beastie Boys - No Sleep Till Brooklin - 4:07
7. DJ Jazzy Jeff & The Fresh Prince - He's the DJ, I'm the rapper - 4:57